# Шеридан (округ, Небраска)
Округ Шеридан (англ. Sheridan County) — округ, расположенный в штате Небраска (США) с населением в 5469 человек по статистическим данным переписи 2010 года. Столица округа находится в городе Рашвилл.

## История
Округ Шеридан был образован в 1885 году и получил своё официальное название в честь генерала армии Филипа Генри Шеридана.

## География
По данным Бюро переписи населения США округ Шеридан имеет общую площадь в 6397 квадратных километров, из которых 6322 кв. километра занимает земля и 75 кв. километров — вода. Площадь водных ресурсов округа составляет 1,17 % от всей его площади.

### Соседние округа
- Оглала-Лакота (Южная Дакота) — север
- Черри (Небраска) — восток
- Дос (Небраска) — запад
- Бокс-Бьютт (Небраска) — запад
- Грант (Небраска) — юго-восток
- Моррилл (Небраска) — юго-запад
- Гарден (Небраска) — юг

## Демография
По данным переписи населения 2000 года в округе Шеридан проживало 5469 человек, 1728 семей, насчитывалось 2549 домашних хозяйств и 3013 жилых домов. Средняя плотность населения составляла около 1 человека на один квадратный километр. Расовый состав округа по данным переписи распределился следующим образом: 88,11 % белых, 0,08 % чёрных или афроамериканцев, 9,23 % коренных американцев, 0,15 % азиатов, 0,02 % выходцев с тихоокеанских островов, 2,08 % смешанных рас, 0,34 % — других народностей. Испано- и латиноамериканцы составили 1,47 % от всех жителей округа.
Из 2549 домашних хозяйств в 30,00 % — воспитывали детей в возрасте до 18 лет, 56,80 % представляли собой совместно проживающие супружеские пары, в 8,00 % семей женщины проживали без мужей, 32,20 % не имели семей. 29,60 % от общего числа семей на момент переписи жили самостоятельно, при этом 16,30 % составили одинокие пожилые люди в возрасте 65 лет и старше. Средний размер домашнего хозяйства составил 2,38 человек, а средний размер семьи — 2,95 человек.
Население округа по возрастному диапазону по данным переписи 2000 года распределилось следующим образом: 25,60 % — жители младше 18 лет, 6,20 % — между 18 и 24 годами, 22,90 % — от 25 до 44 лет, 23,60 % — от 45 до 64 лет и 21,70 % — в возрасте 65 лет и старше. Средний возраст жителей округа составил 42 года. На каждые 100 женщин в округе приходилось 96,00 мужчин, при этом на каждых сто женщин 18 лет и старше приходилось 91,50 мужчин также старше 18 лет.
Средний доход на одно домашнее хозяйство в округе составил 29 484 доллара США, а средний доход на одну семью в округе — 35 167 долларов. При этом мужчины имели средний доход в 21 892 доллара США в год против 18 423 долларов США среднегодового дохода у женщин. Доход на душу населения в округе составил 14 844 доллара США в год. 11,00 % от всего числа семей в округе и 13,20 % от всей численности населения находилось на момент переписи населения за чертой бедности, при этом 20,30 % из них были моложе 18 лет и 7,50 % — в возрасте 65 лет и старше.

## Основные автодороги
- US 20
- Автомагистраль 2
- Автомагистраль 27
- Автомагистраль 87
- Автомагистраль 250

## Населённые пункты

### Города
- Гордон
- Рашвилл

### Деревни
- Клинтон
- Хай-Спрингс

### Статистически обособленные местности
- Пайн-Ридж

### Другие
- Элсуэрт
- Бингхем
- Лейксайд

### Закрытые посёлки
- Антиок